# تشارلز باتيسون
تشارلز باتيسون (بالإنجليزية: Charles Pattinson)‏ هو منتج تلفزيوني بريطاني، ولد في القرن العشرين.

## وصلات خارجية
- تشارلز باتيسون على موقع IMDb (الإنجليزية)
- تشارلز باتيسون على موقع قاعدة بيانات الفيلم (الإنجليزية)